# Rocky Ford (Colorado)
Rocky Ford é uma cidade localizada no estado americano de Colorado, no Condado de Otero.

## Demografia
Segundo o censo americano de 2000, a sua população era de 4286 habitantes.
Em 2006, foi estimada uma população de 4118, um decréscimo de 168 (-3.9%).

## Geografia
De acordo com o United States Census Bureau tem uma área de
4,4 km², dos quais 4,4 km² cobertos por terra e 0,0 km² cobertos por água. Rocky Ford localiza-se a aproximadamente 1274 m acima do nível do mar.

## Localidades na vizinhança
O diagrama seguinte representa as localidades num raio de 24 km ao redor de Rocky Ford.